# Goniothalamus majestatis
Goniothalamus majestatis este o specie de plante din genul Goniothalamus, familia Annonaceae, descrisă de Keßler. A fost clasificată de IUCN ca specie vulnerabilă. Conform Catalogue of Life specia Goniothalamus majestatis nu are subspecii cunoscute.